# Irene Bandeira
Pour les articles homonymes, voir Bandeira.
Irene Bandeira, née en 1981, est une nageuse handisport angolaise.

## Carrière
Irene Bandeira est double médaillée d'or aux Jeux africains de 1999 à Johannesbourg ; elle est avec N'Gola Aguiar la première nageuse handisport angolaise médaillée dans une compétition internationale.
Aux Jeux africains de 2011 à Nairobi, elle obtient la médaille de bronze sur 100 mètres dos S6-S10.